# Narodna in univerzitetna knjižnica v Zagrebu
Nacionalna in univerzitetna knjižnica v Zagrebu (NSK) (hrvaško Nacionalna i sveučilišna knjižnica u Zagrebu, NSK; prej Nacionalna i sveučilišna biblioteka u Zagrebu, NSB) je narodna/nacionalna knjižnica Hrvaške in obenem osrednja knjižnica Univerze v Zagrebu.
Knjižnica je bila ustanovljena leta 1607. Njeno glavno poslanstvo je razvoj in ohranjanje hrvaške narodne pisne dediščine. Vsebuje približno 3 milijone predmetov.

## Storitve
Storitve, ki jih knjižnica nudi, vključujejo posojanje in referenčne storitve (bibliografsko-referenčne in kataloške informacije, iskanje po subjektih, iskanje po indeksu znanstvenih citatov); medknjižnična izposoja; nacionalna bibliografska baza podatkov; IT storitve (reprografske storitve, mikrofilmanje, digitalizacija, uporaba računalniške opreme); in učni programi za uporabnike. 

## Knjižnica v številkah

### Lastništvo
Skupni fond knjižnice: približno 3,5 milijonov predmetov:
- Novi predmeti, pridobljeni v letu 2018:
- Hrvaške monografije: 14.192 enot
- Hrvaške serijske publikacije: 37.657 enot
- Gradivo za posebne knjige: 733 predmetov
- Neknjižno gradivo: 963 predmetov
- Glasba: 1.715 predmetov
- Elektronski viri: 550 objektov

### Prostori
- Neto tlorisna površina: 36.478 m2
- Bruto tlorisna površina: 44.432m2
- Zaprti skladi: 110.000 m mobilnih regalov
- Čitalnice z odprtim dostopom: 12.900 m regalov

### Zmogljivosti za uporabnike
- 1.100 sedežev
- 64 sedežev v čitalnicah za posebne zbirke
- 8 avdio kabin
- 7 sob za individualni študij
- 2 sobi za skupinski študij
- 10 študijskih kabin
- 100-sedežna konferenčna soba
- 150 sedežev v čitalnici v poznih urah (21.00 - 24.00)

### Statistika uporabnikov (2018)
- Registrirani uporabniki: 10.537
- Aktivna članstva: 15.056
- Obiskovalci knjižnice: 169.059
- Obiskovalci, ki uporabljajo storitve študija poznih ur: 14.160
- Spletni obiski: 496.671
- Unikatni spletni obiskovalci: 247.688
- Obiski spletne strani: 2.118.307